# Down There
Down There es el álbum debut en solitario del miembro de Animal Collective Avey Tare (David Portner), lanzado en todo el mundo el 25 de octubre de 2010, por Paw Tracks. El álbum fue grabado en junio con el compañero de banda de Animal Collective Josh Dibb (acreditado como Conrad Deaken) en Good House, una antigua iglesia en el norte del estado de Nueva York. "Lucky 1" se lanzó oficialmente para su descarga como primer sencillo el 5 de octubre de 2010.

## Estilo musical
Down There es un álbum más oscuro en comparación con otras contribuciones que ha hecho Portner. Todo el álbum tiene una sensación "acuosa", casi como si la música se estuviera reproduciendo en un pantano. El agua que fluye, los sonidos de los animales y los clips de conversaciones humanas distorsionadas se pueden escuchar en la mayoría de las canciones de este álbum.
Las dos pistas "Heather in the Hospital" y "Lucky 1", que aparecen hacia el final del disco, alguna vez se concibieron como una canción agrupada. Portner luego decidió dividir las pistas en dos piezas separadas después de la grabación, obteniendo sus títulos separados.

## Lista de canciones
| N.º | Título                    | Duración |  |
| 1.  | «Laughing Hieroglyphic»   | 6:49     |  |
| 2.  | «3 Umbrellas»             | 2:43     |  |
| 3.  | «Oliver Twist»            | 4:19     |  |
| 4.  | «Glass Bottom Boat»       | 1:42     |  |
| 5.  | «Ghost of Books»          | 4:48     |  |
| 6.  | «Cemeteries»              | 4:07     |  |
| 7.  | «Heads Hammock»           | 3:35     |  |
| 8.  | «Heather in the Hospital» | 3:18     |  |
| 9.  | «Lucky 1»                 | 3:23     |  |